# シチオエート
シチオエート（英：Cythioate）は殺虫剤や駆虫薬として使用される有機チオリン酸化合物である。商品名Cyflee、Probanとして販売され、ノミに対する動物用医薬品として使用される。